# 普雷当茹
普雷当茹（法語：Prée-d'Anjou，法語發音：[pʁe dɑ̃ʒu]）是法国马耶讷省的一个市镇，位于该省南部，属于贡捷堡区。

## 地名
“普雷当茹”（Prée-d'Anjou）一名在法语中意为“安茹的草场”。

## 历史
普雷当茹成立于2018年1月1日，由昂普瓦涅（Ampoigné）和莱涅（Laigné）两个市镇合并而成，其中莱涅为政府驻地。

## 地理
普雷当茹（47°50'31"N, 0°49'7"W）面积42.66 平方千米，位于法国卢瓦尔河地区大区马耶讷省，该省份为法国西北部内陆省份，北起芒什省和奧恩省，西接伊勒-维莱讷省，南至曼恩-卢瓦尔省，东临萨尔特省。
与普雷当茹接壤的市镇（或旧市镇、城区）包括：桑普莱、马里涅珀通、马耶讷河畔贡捷堡、舍马泽、蓝色安茹地区瑟格雷、圣康坦莱桑日、梅村、波姆里约、德纳泽。
普雷当茹的时区为UTC+01:00、UTC+02:00（夏令时）。

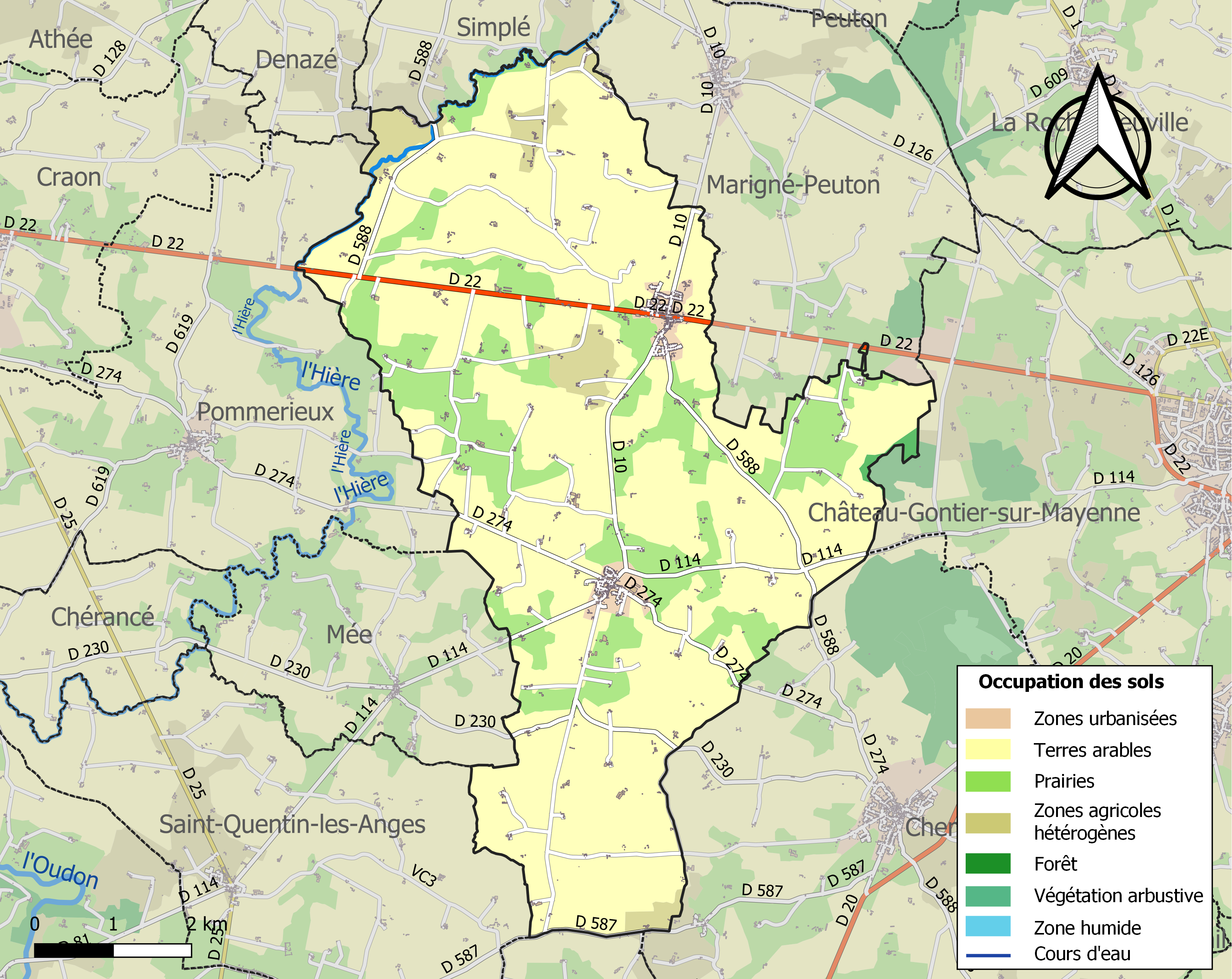
普雷当茹的OSM定位图

## 行政
普雷当茹的邮政编码为53200，INSEE市镇编码为53124。

## 政治
普雷当茹所属的省级选区为马耶讷河畔贡捷堡第二县。

## 人口
普雷当茹于2022年1月1日时的人口数量为1392人。